# Kulatsch
Der (die) Kulatsch war ein Längenmaß in Turkestan und Khiwa und entsprach der Klafter. Es war das einzige Maß der Region und das Normal war in Holz ausgeführt und mit dem Siegel des Herrschers (Khan) versehen gewesen. Selten wurde das Maß genommen. Die russischen Maße hatten den Vorrang, auch weil der Handel mit russischen Waren überwog.
- 1 Kulatsch = 1 Saschen (russ.) = 2,13356 Meter
- Flächenmaß
  - 1 Kulatsch = 5 Quadratfuß